# Lisa-Marie Deetlefs
Lisa-Marie Deetlefs (Johannesburg, 8 september 1987) is een hockeyspeler uit Zuid-Afrika.
Op de Olympische Zomerspelen in 2008 nam Deetlefs voor Zuid-Afrika deel.
Ook in 2012 speelde ze op de Olympische Zomerspelen.
Aan de wereldkampioenschappen hockey nam ze deel in 2014 en 2018.
In 2010 en 2014 nam Deetlefs deel aan de Gemenebestspelen.